# Majewo (województwo podlaskie)
Majewo – kolonia w Polsce położona w województwie podlaskim, w powiecie sokólskim, w gminie Sidra.
W latach 1954–1971 wieś należała i była siedzibą władz gromady Majewo, w latach 60. siedzibę przeniesiono do Majewa Kościelnego, po jej zniesieniu w gromadzie Sidra. W latach 1975–1998 miejscowość administracyjnie należała do województwa białostockiego.